# فرجينيا كيرتلي
فرجينيا كيرتلي (بالإنجليزية:Virginia Kirtley) (مواليد 11 نوفمبر 1888 - وفيات 19 أغسطس 1956).ممثلة أمريكية في عهد الأفلام الصامتة . ظهرت في 55 فيلما في عقد 1910 و عقد 1920.

## روابط خارجية
- فرجينيا كيرتلي على موقع IMDb (الإنجليزية)
- فرجينيا كيرتلي على موقع ألو سيني (الفرنسية)
- فرجينيا كيرتلي على موقع أول موفي (الإنجليزية)
- فرجينيا كيرتلي على موقع قاعدة بيانات الأفلام السويدية (السويدية)
- فرجينيا كيرتلي على موقع قاعدة بيانات الفيلم (الإنجليزية)
- فرجينيا كيرتلي على موقع كينوبويسك (الروسية)